# Киселяк (громада)
Киселяк (хорв. і босн. Opština Kiseljak, серб. Општина Кисељак) — боснійська громада, розташована в Середньобоснійському кантоні Федерації Боснії і Герцеговини. Адміністративним центром є місто Киселяк.
| Боснія і Герцеговина | Це незавершена стаття з географії Боснії і Герцеговини. Ви можете допомогти проєкту, виправивши або дописавши її. |